# Masacre de los Ácoma
La Masacre de los Ácoma fue una expedición punitiva de los conquistadores españoles al Pueblo Acoma en enero de 1599 que resultó en la muerte de alrededor de 500 hombres Ácoma y 300 mujeres y niños después de una batalla de tres días. De los Ácoma que sobrevivieron al ataque, muchos fueron sentenciados a 20 años de esclavitud y 24 sufrieron amputaciones. 
La masacre fue el resultado de una batalla entre colonizadores españoles y nativos americanos de la nación Keres Acoma, en lo que ahora es Nuevo México, en represalia por el asesinato de 12 soldados españoles por parte de los Ácoma el año anterior.

## Contexto histórico
A finales del siglo XVI, la Corona española comenzó a ordenar expediciones de conquista a los territorios de los pueblos indígenas, áreas que España buscaba controlar como parte de los esfuerzos de colonización en Nueva España. En 1595, el conquistador Don Juan de Oñate obtuvo permiso del rey Felipe II para colonizar Santa Fe de Nuevo México, el actual estado estadounidense de Nuevo México.
Los primeros años de las actividades españolas en la zona sólo habían visto unos pocos encuentros, en su mayoría pacíficos, con el pueblo Ácoma, que superaba en número a los colonizadores en las décadas posteriores a 1627. Sin embargo, en 1598, Zutacapan, el cacique y líder espiritual de los Ácoma, se enteró de que los emisarios españoles pretendían conquistar el pueblo Ácoma por la fuerza. Zutacapan también se enteró de que el plan español era que todo el pueblo se mudara a una nueva aldea en el valle, donde vivirían bajo el dominio español y trabajarían para la Corona bajo el sistema colonial de trabajo forzado conocido como encomiendas. Los Ácoma también se verían obligados a convertirse al catolicismo y abandonar sus creencias y prácticas tradicionales. Con el objetivo de proteger la integridad material y religiosa del pueblo, los dirigentes del pueblo decidieron prepararse para resistir la agresión española.
Juan de Zaldívar, sobrino y militar de Oñate, fue enviado al pueblo para reunirse con Zutacapan. Al llegar el 4 de diciembre de 1598, el enviado español exigió comida y alojamiento para él y sus dieciséis hombres.  Tras ser rechazados, el grupo aparentemente invadió las casas de los Ácoma, rompiendo paredes y destruyendo propiedades para tomar maíz y mantas por la fuerza, dejando a las mujeres Keres desnudas y acurrucadas con sus hijos.  Los Acoma resistieron y se produjo una pelea, dejando a Zaldívar y once de sus hombres muertos.
Cuando Oñate se enteró del incidente, ordenó al hermano de Juan, Vicente de Zaldívar, que dirigiera una expedición para castigar a los ácoma y dar ejemplo a los demás pueblos. Llevando unos setenta hombres, Vicente de Zaldívar partió de San Juan Pueblo a fines de diciembre o principios de enero y llegó a Ácoma el 21 de enero de 1599. 

## Batalla
La batalla principal entre los ácoma y los españoles comenzó a la mañana siguiente, el 22 de enero. Durante los dos primeros días los Ácoma pudieron resistir a las fuerzas españolas, hasta que Zaldívar desarrolló un plan para romper las defensas del Pueblo utilizando un pequeño cañón. Al tercer día, Zaldívar y doce de sus hombres subieron a la mesa y abrieron fuego contra el pueblo con el cañón. La artillería pesada de los españoles era incomparable con el arsenal de los Ácoma. Un gran incendio envolvió muchas casas  de los Ácoma durante la batalla. Los conquistadores luego asaltaron el asentamiento.
La mayoría de los nativos restantes se dispersaron entre las residencias de funcionarios gubernamentales o en misiones franciscanas. Sesenta de las mujeres más jóvenes fueron consideradas inocentes y enviadas a Ciudad de México, donde fueron "distribuidas entre conventos católicos". Dos hombres hopi fueron tomados prisioneros en el pueblo; después de que a cada uno le cortaron una mano, fueron liberados para difundir la palabra del poderío de España. Después de la masacre, la ciudad fue abandonada por miedo hasta que fue reconstruida nuevamente por el pueblo en 1599.

### Interpretaciones alternativas
Se ha investigado si a las víctimas de la masacre les cortaron completamente los pies. En una carta al editor de 2002 en apoyo a la nueva estatua de Oñate en El Paso, un comentarista especificó que los registros originales de la época se traducen como "cortarles las puntas de los dedos de los pies". En otra carta de 2017, un comentarista afirmó que, en el diario personal de Oñate, este se refiere específicamente al castigo de los guerreros Ácoma como cortarles "las puntas del pie".  Estos argumentos incluyen la idea de que los españoles no habrían limitado la utilidad de un esclavo quitándole el pie. 

## Repercusión
Los castigos infligidos a aquellos que no morían en combate incluían la amputación de manos y pies o la venta como esclavos.  Cuando el rey Felipe oyó la noticia de la masacre y de los castigos, Oñate fue desterrado de Nuevo México por su crueldad hacia los nativos y más tarde regresó a España para vivir el resto de su vida. Varios Ácomas escaparon de la captura de los españoles en 1599 y en 1601 habían reconstruido su pueblo, que aún sigue en pie.

### Actualidad
La masacre sigue siendo un tema delicado entre los habitantes del pueblo. En 1998, durante el 400° aniversario de la fundación de la colonia española de Nuevo México, un grupo de Ácomas cortó el pie derecho de la estatua de 3,7 metros de Juan de Oñate en Alcalde, Nuevo México. Posteriormente emitieron un comunicado sobre el incidente: «Nos tomamos la libertad de amputarle el pie derecho a Oñate en nombre de nuestros hermanos del Pueblo Ácoma». El pie fue reemplazado ese mismo año. 
El 21 de abril de 2007, una estatua de 5,5 metros de Oñate, la estatua ecuestre de bronce más grande de Estados Unidos, fue erigida en El Paso, Texas. Miembros de la tribu Ácoma asistieron a la ceremonia de dedicación y protestaron contra la construcción de la estatua.  
El 15 de junio de 2020, los funcionarios del condado de Río Arriba retiraron la estatua de Alcalde para su protección durante las protestas de George Floyd. La Comisión del Condado emitió un comunicado en el que afirmaba que no habían decidido el futuro de la estatua.  La Jornada, otra estatua de Oñate en Albuquerque, Nuevo México, también fue derribada durante las protestas por funcionarios del gobierno local, luego de una protesta en la que un contramanifestante disparó a uno de los manifestantes. 